# Национални парк Корнати
Национални парк Корнати чини већи дио групе острва Корнати у хрватском делу Јадрана у северној Далмацији, јужно од Задра. Националним парком је проглашен 1980. и тада је стављен под заштиту. Укупна површина парка је око 220 km² а састоји се од 89 острва, острвца и гребена. Од површине парка, само око четвртине је копно, док је преостали део морски екосистем.
Парк обилује природним и културним посебностима. Стрме литице 'круне' корнатских острва окренуте према отвореном мору најпопуларнији су феномен овог парка. Оне су и станишта ретких биљних и животињских врста.
Свет корнатског подморја открива пак неке друге задивљујуће приче. А добро је знати и то да је копнени део Парка у приватном власништву.